# Eberhard Struck
Eberhard Friedrich Struck (* 26. April 1937 in Neubrandenburg) ist ein deutscher Herzchirurg.

## Leben
Eberhard Struck, wahrscheinlich ein Sohn des anfangs in Parchim, später in Neubrandenburg wirkenden Arztes Wilhelm Struck (* 1905), studierte an der Friedrich-Schiller-Universität Jena, der Westfälischen Wilhelms-Universität Münster und der Ludwig-Maximilians-Universität München Medizin. 1959 wurde er im Corps Ratisbonia recipiert.  1961 wurde er in München zum Dr. med. promoviert. Danach war er Arzt an den Universitätskliniken in München und Marburg. Nach München zurückgekehrt, nahm er am 13. Februar 1969 mit Fritz Sebening, Werner Klinner und Hans Meisner unter Leitung von Rudolf Zenker an der Chirurgischen Universitätsklinik München die erste Herztransplantation in Deutschland vor. 1973 war er für ein Jahr Visiting Professor am Stanford Medical Center. Erneut nach München zurückgekehrt, wurde er apl. Professor an der Ludwig-Maximilians-Universität. Struck leitete anschließend von 1985 bis 2000 die Herzchirurgische Abteilung am Universitätsklinikum Augsburg. Danach war er Leiter der Herzchirurgischen Klinik im Yemen German Hospital in Sanaa.

## Werke
- Orthotope Lebertransplantation. Witzstrock, Baden-Baden 1977.
- Antibiotika-Einsatz in der Herz- und Gefässchirurgie. Futuramed-Verlag, München 1988.